# Les Forges (Morbihan)
Les Forges egykori község Franciaországban, Morbihan megyében. Les Forges Plumieux, La Trinité-Porhoët, Mohon, Saint-Malo-des-Trois-Fontaines, La Grée-Saint-Laurent, Lanouée, Pleugriffet, Bréhan és Le Cambout községekkel volt egykoron határos. 
2019 január 1-től az akkor létrehozott Forges de Lanouée új község része.

## Népesség
A település népességének változása:
| Lakosok száma | 656  | 626  | 553  | 479  | 443  | 391  | 435  | 476  | 455  | 440  |
|               | 1968 | 1975 | 1982 | 1999 | 2006 | 2011 | 2013 | 2016 | 2017 | 2018 |